# Grand Parc de l'Ouest
Le Grand Parc de l'Ouest est un parc proposé dans l'Ouest-de-l'Île de Montréal, Québec, Canada.
Le parc prévu s’étend sur deux arrondissements (Pierrefonds-Roxboro et L'Île-Bizard–Sainte-Geneviève) et quatre villes (Sainte-Anne-de-Bellevue, Kirkland, Beaconsfield et la municipalité de village de Senneville). Il se compose de parcs existants ainsi que de nouveaux secteurs à mettre en valeur. Avec plus de 3 100 hectares, ou l’équivalent de 15 fois la superficie du parc du Mont-Royal, il a le potentiel de devenir le plus grand parc de compétence municipale du Canada.
Annoncé le 8 août 2019 par l'administration Plante, le plan est de combiner ce qui suit en un seul grand parc :
- Parc-nature de l'Anse-à-l'Orme
- Parc-nature du Bois-de-l'Île-Bizard
- Parc agricole du Bois-de-la-Roche
- Parc-nature du Cap-Saint-Jacques
- Parc des Rapides-du-Cheval-Blanc
- Autres zones d'intérêt situées dans les arrondissements et les municipalités voisins[2],[3].

En aout 2019, le gouvernement fédéral annonce son intention d’injecter 50 millions de dollars dans sa réalisation. En décembre 2019, la Ville de Montréal s’est entendue avec le promoteur Grilli Développement afin d’acquérir un  terrain de 140 hectares dans le secteur Pierrefonds-Ouest au coût de 73 millions de dollars pour le parc.

## References
1. ↑  Ville de Montréal, « Le Grand parc de l’Ouest : pour protéger les milieux naturels et la biodiversité », sur montreal.ca (consulté le 7 avril 2024)
2. ↑  « Grand parc de l’Ouest », sur Réalisons Montréal (consulté le 7 avril 2024)
3. ↑  Julie Marceau, « Le plus grand parc urbain du Canada prend forme à Montréal », sur Radio-Canada (consulté le 7 avril 2024)
4. ↑  Suzanne Colpron, « Grand parc dans l’ouest de Montréal: Ottawa injectera 50 millions », La Presse,‎ 21 août 2019 (lire en ligne, consulté le 7 avril 2024)
5. ↑  Jeanne Corriveau, « Montréal acquiert 140 hectares pour le Grand parc de l’Ouest », sur Le Devoir, 13 décembre 2019 (consulté le 7 avril 2024)